# Аммосов Михайло Михайлович
Михайло Михайлович Аммосов (?, с. Кучерівка Глухівського повіту Чернігівської губернії (нині Есманьської селищної ради Шосткинського району Сумської області) — пом. 1 січня 1918, м. Глухів, Чернігівської губернії (нині — Сумської області)) — шляхтич, гласний Кролевецької міської думи (1896), гласний Кролевецького повітового зібрання, губернський секретар (1901), представник дворянського роду Аммосових, брат Володимира Аммосова.

## Життєпис
Михайло Аммосов народився в с. Кучерівка Глухівського повіту Чернігівської губернії (нині Есманьської селищної ради Шосткинського району Сумської області) первінцем у родині Михайла Дмитровича Аммосова (нар.. 1834) та онуки Артемія Терещенка — Катерині Семенівні Куксіній (доньці Маріани Артемівни Куксіної (Терещенко). У нього був молодший брат Володимир. Після смерті батька Михайла Дмитровича опікуном малолітніх дітей став відомий цукрозаводчик та фабрикант Нікола Терещенко, як рідний дядько Катерини Семенівни Аммосової.
1872 року мати Катерина Аммосова взяла шлюб із заможним та впливовим вдівцем (з 1866 року) Петром Беком. Цей шлюб стане результатом дружніх, довготривалих бізнесових стосунків Петра Вільгельмовича та родини Терещенків. 1875 року Глухівська дворянська опіка передасть в опікунство титулярному раднику Петру Беку майно та малолітніх дітей Катерини Аммосової. Петро Вільгельмович отримує в орендне управління маєток та землі покійного порутчика Михайла Дмитровича Аммосова в селі Кучерівка: 1300 десятин землі, господарські споруди, винокурню, сад з городом, млини та шинковий двір. Незважаючи на те, що Петро та Катерина вже одружилися, дворянська опіка накладала на Бека певні забов'язання. Гроші з орендаторів землі отримував Петро Вільгельмович, а рибу із кучерівського ставу можна використовувати тільки для власного харчування, вирубка дерев дозволялася лише в зазначених опікунською радою місцях, всі споруди Бек мав утримувати, логодити та страхувати за власний рахунок. Після закінченню терміну опіки 1 січня 1881 року, Петро Бек мав віддати все майно за описом в розпорядження опікунів. Також були передбачені умови подальшої оренди маєтку Аммосових. Річний дохід Кучерівського маєтку складав 3500 рублів..
Незважаючи на другий шлюб Катерини Семенівни Бек, її діти залишили прізвище Аммосов. 1896 року Михайла Аммосова обирають гласним Кролевецької міської думи. Згодом родина оселяється у селі Клишки Кролевецького повіту (нинішнього Шосткинського району). 1899 року він став опікуном Чапліївського початкового училища. Наступного року його було обрано Клишковським земським начальником. В 1901 році Михайло Аммосов працював гласним Кролевецького повітового зібрання, а також губернським секретарем. Якраз цього ж 1901 року, його брата Володимира Аммосова було обрано головою Глухівської повітової земської управи (цю посаду він обіймав до 1908 року). У 1904 році Михайла знову було обрано опікуном Клишковського училища.

## Убивство

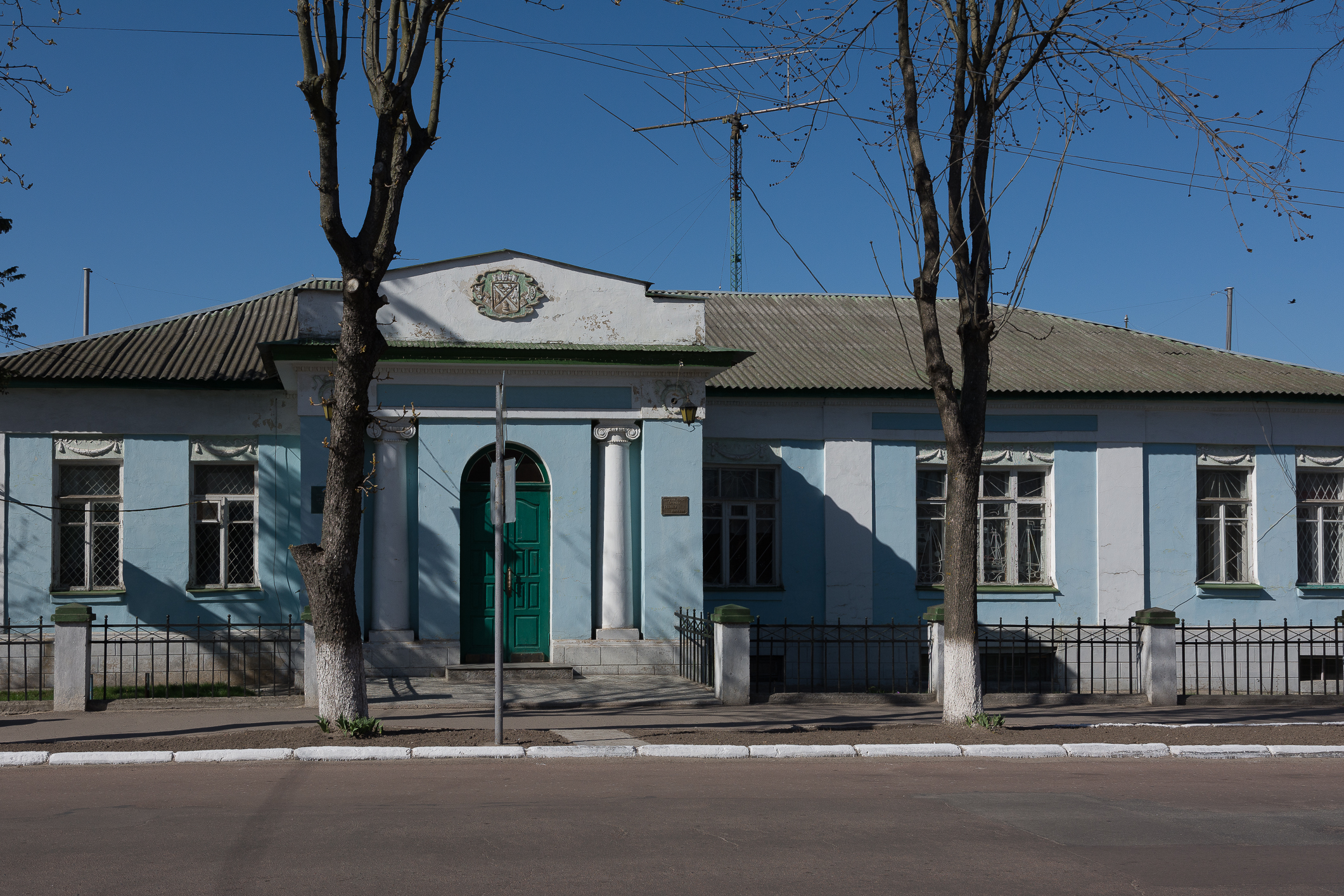
Садибний будинок Пармена Сніжка у дворі якого було вибито Михайла Аммосова з родиною та друзями

14 (1 — за старим стилем) січня 1918 року Михайла Аммосова разом з братом, його родиною та друзями убили більшовики у дворі кам'яного будинку Пармена Сніжка, що розташовується на розі Києво-Московської та Вознесенської вулиць. Саме в цьому будинку проживала родина Аммосових після повернення влітку 1917 року до Глухова. Більшовицькі військовики, рухаючись Глуховом з боку залізничного вокзалу розправились з родиною міського голови та їх зятем, молодим офіцером Брусиловим, що зустрічав тут Новий рік.

## Родина
Його дружина: Радченко Анна Миколаївна — представниця відомого глухівського дворянського роду. Батько Анни, Микола Григорович Радченко (? — 1905) тридцять років працював Мировим Суддею у Глухівському повіті, обирався Предводителем Дворянства по Глухівському повіту, очолював Глухівську повітову Земську Управу і був Глухівським міським головою.
У шлюбі народилися двоє синів:
- 1894 — Катерина Михайлівна[19]

- 1897 — Микола Михайлович[20];
- 1898 — Борис Михайлович[21].